# Совместное распределение
Совместное распределе́ние в теории вероятностей — это распределение совместных исходов {\displaystyle (\xi _{1},\xi _{2},\ldots )}, образованных из нескольких случайных величин {\displaystyle \xi _{1},\xi _{2},\ldots }. Например, если случайная величина {\displaystyle \xi _{1}} есть результат кидания первой игральной кости, а случайная величина {\displaystyle \xi _{2}} есть результат кидания другой игральной кости, то результат {\displaystyle (\xi _{1},\xi _{2})} совместного кидания игральных костей является составной случайной величиной и имеет совместное распределение.

## Определения
Если {\displaystyle \xi _{1},\ldots ,\xi _{n}} — случайные величины, то каждая составная величина ({\displaystyle \xi _{1},\ldots ,\xi _{n}}) также является случайной величиной. Её распределение называется совместным распределением случайных величин {\displaystyle \xi _{1},\ldots ,\xi _{n}}..